# Tzannis Tzannetakis
Tzannis Tzannetakis (griechisch: Τζαννής Τζαννετάκης; * 13. September 1927 in Gythio, Lakonien; † 1. April 2010 in Athen) war ein griechischer Politiker und im Jahr 1989 kurzzeitig Premierminister.

## Marineoffizier und Griechische Militärdiktatur
Tzannetakis schlug eine Laufbahn bei der Marine ein. Nach der Absolvierung der Marineakademie war er als Marineoffizier Kommandant des Kanonenbootes Lakos und später eines U-Bootes. Einen Tag nach dem Putsch durch Oberst Georgios Papadopoulos am 22. April 1967 nahm er seinen Abschied aus dem aktiven Militärdienst. Während der durch Papadopoulos errichteten Militärdiktatur befand er sich zwischen 1969 und 1971 in Haft. Anschließend ging er ins Exil.

## Politische Laufbahn

### Abgeordneter und ND-Funktionär
Nach dem Ende der Militärdiktatur 1974 trat Tzannetakis der von Konstantinos Karamanlis gegründeten Nea Dimokratia (ND) bei. Von 1974 bis 1977 war er Generalsekretär der Griechischen Tourismusagentur (EOT). Seine eigentliche politische Laufbahn begann er 1977 mit der Wahl zum Abgeordneten der Nationalversammlung, in der er seitdem die Interessen der ND für Wahlkreise in Athen vertrat. In der derzeitigen Nationalversammlung war er Mitglied des Ausschusses für Kultur und Unterricht.
1982 kandidierte er erfolglos für das Amt des Oberbürgermeisters von Athen. Anschließend war er vier Jahre Leiter der Kommunalpolitischen Abteilung der ND sowie später mehrfach Manager der Wahlkampagnen der ND (1989, 1993 und 1996).

### Minister und Premierminister
Von Mai 1980 bis zur Niederlage der ND gegen die PASOK im Oktober 1981 war Tzannetakis Bauminister im Kabinett von Georgios Rallis.
Nach dem Wahlsieg der ND bei den Parlamentswahlen vom Juni wurde er am 2. Juli 1989 als Nachfolger von Andreas Papandreou Premierminister, da der damalige Parteivorsitzende der ND Konstantinos Mitsotakis wegen einer zuvor durch die PASOK verabschiedeten Wahlrechtsreform keine Ein-Parteien-Regierung formen konnte und keine Koalitionsregierung bilden wollte. Tzannetakis bildete eine Koalitionsregierung mit dem Linksbündnis Synaspismos, dem damals auch noch die Kommunistische Partei Griechenlands (KKE) angehörte. In seinem Kabinett war er zugleich Außenminister. Vom 2. Juli 1989 bis zum 13. Februar 1990 war er auch Tourismusminister. Nachdem Synaspismos seine Unterstützung aufgekündigt hatte, trat Tzannetakis am 11. Oktober 1989 als Premierminister zurück.
Bei den anschließenden Parlamentswahlen erreichte die ND 46 Prozent der Stimmen und lag somit vor der PASOK, die 40 Prozent der Stimmen erhielt. Im Kabinett des auf seinen Nachfolger Ioannis Grivas nachfolgenden Xenophon Zolotas, der am 23. November 1989 eine „Koalition der Vernunft“ mit den drei in der Nationalversammlung vertretenen Parteien (ND, PASOK und Synaspismos) bildete, war er Minister für Nationale Verteidigung und Tourismus. Nachdem auch diese Koalition wegen Meinungsverschiedenheiten bereits nach vier Monaten am 11. April 1990 zurücktrat, ging die ND mit 8 Prozent Stimmenvorsprung vor der PASOK aus den dritten Parlamentswahlen innerhalb eines Jahres hervor.
In dem anschließenden mit nur zwei Stimmen Mehrheit regierenden Kabinett unter dem Vorsitzenden der ND, Konstantinos Mitsotakis, war Tzannetakis bis zum 13. Oktober 1993 Stellvertretender Premierminister und Staatsminister. Zeitweise (1990 bis 1991) war er auch Kulturminister.

## Veröffentlichungen
Tzannetakis übersetzte auch Werke des Brahmanismus und über die Religion des Manichäismus ins Griechische und veröffentlichte Werke über Indien wie
- Mani. 1973 (Übersetzung eines Buches von Patrick Leigh Fermor)
- Upanishaden. 1991 (Übersetzung)
- Choros esti tes agoras. 1994
- India: Another Way of Life. 1998

## Biographische Quellen und Hintergrundinformationen
- Biographie auf der Homepage der Nationalversammlung
- Ministerliste des Kabinetts 1989
- World Notes Greece. Artikel im TIME-Magazine vom 17. Juli 1989

| Vorgänger          | Amt                                   | Nachfolger     |
| ------------------ | ------------------------------------- | -------------- |
| Andreas Papandreou | Premierminister von Griechenland 1989 | Ioannis Grivas |

| Personendaten    | Personendaten                                                  |
| ---------------- | -------------------------------------------------------------- |
| NAME             | Tzannetakis, Tzannis                                           |
| KURZBESCHREIBUNG | griechischer Politiker; Ministerpräsident Griechenlands (1989) |
| GEBURTSDATUM     | 13. September 1927                                             |
| GEBURTSORT       | Gythio, Lakonien, Griechenland                                 |
| STERBEDATUM      | 1. April 2010                                                  |
| STERBEORT        | Athen                                                          |